# Staatlicher Ölfonds von Aserbaidschan
Der Staatliche Ölfonds der Republik Aserbaidschan (englisch: State Oil Fund of the Republic of Azerbaijan; aserbaidschanisch Azərbaycan Respublikasının Dövlət Neft Fondu), auch bekannt unter der Abkürzung SOFAZ, ist ein im Dezember 1999 gegründeter Staatsfonds von Aserbaidschan.
Die Einnahmen des Fonds stammen fast ausschließlich aus den aserbaidschanischen Öl- und Gasexporten. Der Fonds ist wegen seiner mangelnden Transparenz und der Bereicherung der politischen Eliten Aserbaidschans in die Kritik geraten.

## Geschichte und Organisation
Der Staatliche Ölfonds der Republik Aserbaidschan (SOFAZ) wurde durch das Dekret Nr. 240 von Heydar Aliyev vom 29. Dezember 1999 gegründet. Das Statut des staatlichen Ölfonds wurde durch das Dekret des Präsidenten der Republik Aserbaidschan Nr. 434 vom 29. Dezember 2000 genehmigt.
Der SOFAZ ist wegen mangelnder Transparenz seiner Finanzen und seiner Auftragsvergabe kritisiert worden, was Fragen nach Korruption aufgeworfen hat. Kritiker haben von der SOFAZ finanzierte Projekte als nutzlos bezeichnet und festgestellt, dass Aufträge an Unternehmen vergeben wurden, die der herrschenden Familie Alijew in Aserbaidschan gehören. Mittel der SOFAZ werden häufig überwiesen, um staatliche Defizite auszugleichen.
Seit 2013 besitzt der SOFAZ einen Anteil von 2,95 % an der staatlichen russischen VTB Bank, die seitdem insgesamt 57,3 Mio. USD an Dividenden an SOFAZ gezahlt hat.
Im Jahr 2024 beliefen sich die Einnahmen des Fonds aus dem Verkauf von Öl aus dem Azeri-Chirag-Gunashli (ACG)-Feld auf 5,725 Milliarden US-Dollar.

### Geschäftsführender Direktor
Die operative Leitung der Tätigkeiten des Fonds obliegt dem Exekutivdirektor, der vom Präsidenten ernannt und entlassen wird. Ab 2018 ist der Exekutivdirektor dem Präsidenten unterstellt. Seit 2001 hat es drei Exekutivdirektoren gegeben:
- Samir Sharifov (3. Januar 2001[14] – 18. April 2006[15])
- Shahmar Movsumov (15. Mai 2006[16] – 29. November 2019[17])
- Israfil Mammadov (29. November 2019[18] – bis heute)

### Aufsichtsrat
Der aserbaidschanische Präsident ernennt die Mitglieder eines Aufsichtsrates, der de facto machtlos ist. Das Gremium setzt sich aus sieben wichtigen Beamten zusammen, darunter der Premierminister, der stellvertretende Sprecher der Nationalversammlung, die Assistenten des Präsidenten von Aserbaidschan – Leiter der Abteilung für wirtschaftliche Angelegenheiten und innovative Entwicklungspolitik und Leiter der Abteilungen für Wirtschaftspolitik und Industrieangelegenheiten der Präsidialverwaltung –, der Finanzminister, der Wirtschaftsminister und der Vorsitzende der Zentralbank von Aserbaidschan.

## Auszeichnungen
- United Nations Public Service Awards (2007)[20]
- EITI Award (2009)[21]

## Mitgliedschaften
Er ist Mitglied im International Forum of Sovereign Wealth Funds (IFSWF) und hat sich damit verbunden auch den Santiago-Prinzipien für angemessenes Handeln und ordentlicher Geschäftstätigkeit verschrieben.